# Mahla Momenzadeh
Mahla Momenzadeh (en persa: مهلا مؤمن‌زاده‎, 15 de septiembre de 2002) es una deportista iraní que compite en taekwondo. Ganó una medalla de plata en el Campeonato Mundial de Taekwondo de 2019, en la categoría de –46 kg.

## Palmarés internacional
| Campeonato Mundial | Campeonato Mundial       | Campeonato Mundial | Campeonato Mundial |
| Año                | Lugar                    | Medalla            | Categoría          |
| ------------------ | ------------------------ | ------------------ | ------------------ |
| 2019               | Mánchester (Reino Unido) | Medalla de plata   | –46 kg             |